# Nineteen Naughty Nine: Nature’s Fury
A Nineteen Naughty: Nature's Fury című album a Naughty by Nature amerikai hiphop csapat 5. nagylemeze, mely 1999. április 27-én jelent meg az Arista Records kiadónál. Az album sikeres volt, és a Billboard 200-as lista 22. helyéig jutott. Az erről kimásolt Jamboree című dal a 10. volt a Billboard 100-as listán.
Az albumról további három kislemezt jelentettek meg maxi CD-n, bakelit lemezen, és kazettán.

## A felvételek listája
1. "Intro" – 0:35
2. "Ring the Alarm" – 3:57
3. "Dirt All by My Lonely" – 3:14
4. "Holiday" (Featuring Phiness) – 4:08
5. "Live or Die" (Featuring Master P, Silkk the Shocker, Mystikal, Phiness) – 3:41
6. "On the Run" – 3:21
7. "Radio" (Featuring Rustic Overtones) – 4:37
8. "Jamboree" (Featuring Zhané) – 3:34
9. "Would've Done the Same for Me" (Featuring Koffee Brown) – 4:18
10. "Thugs & Hustlers" (Featuring Mag, Krayzie Bone) – 3:28
11. "Work" (Featuring Mag, Castro) – 3:20
12. "The Spanish Skit/We Could Do It" (Featuring Big Punisher) – 4:48
13. "The Blues" (Featuring Next) – 3:49
14. "Wicked Bounce" – 3:54
15. "Live Then Lay" (Featuring Phiness) – 4:01
16. "The Shivers" (Featuring Chain Gang Platune) – 4:57

## Hangminták
Ring the Alarm
- "Ring the Alarm" by Tenor Saw

Dirt All by My Lonely
- "The Morning Song" by Les McCann
- "Uptown Anthem" by Naughty by Nature

Holiday
- "A Lover's Holiday" by Change

Live or Die
- "Third World Man" by Steely Dan

On the Run
- "Synthetic Substitution" by Melvin Bliss

Jamboree
- "On Your Face" by Earth, Wind & Fire
- "I'm Always Dancin' to the Music" by Benny Golson

Would've Done the Same for Me
- "I Like It" by DeBarge

We Could Do It
- "I Wanna Thank You" by Johnny Guitar Watson

The Blues
- "If It Don't Turn You on (You Oughta Leave It Alone)" by B.T. Express

Wicked Bounce
- "How Can You Live (Without Love)" by Jean Terrell

Live Then Lay
- "Free Yourself, Be Yourself" by The Brothers Johnson

## Slágerlisták, helyezések

### Album
| Év   | Album                                | Helyezések    | Helyezések            |
| Év   | Album                                | Billboard 200 | Top R&B/Hip Hop Album |
| ---- | ------------------------------------ | ------------- | --------------------- |
| 1999 | Nineteen Naughty Nine: Nature's Fury | 22            | 9                     |

### Kislemezek
| Év   | Dal                     | Helyezések        | Helyezések                 | Helyezések         |
| Év   | Dal                     | Billboard Hot 100 | Hot R&B/Hip-Hop kislemezek | Hot Rap kislemezek |
| ---- | ----------------------- | ----------------- | -------------------------- | ------------------ |
| 1999 | "Dirt All By My Lonely" | -                 | 109                        | -                  |
| 1999 | "Live or Die"           | -                 | 86                         | -                  |
| 1999 | "Jamboree"              | 10                | 4                          | 1                  |
| 1999 | "Holiday"               | -                 | 101                        | -                  |